# Tony Kaye (réalisateur)
Pour les articles homonymes, voir Tony Kaye et Kaye.
Tony Kaye est un réalisateur britannique, né le 8 juillet 1952 à Londres (Angleterre).

## Biographie
Tony Kaye débute dans les années 1980 avec la production de spots publicitaires pour des annonceurs britanniques comme British Rail InterCity (Relax, 1988) et le Solid Fuel Advisory Council (Furry Friends, 1988), ainsi que pour les pneumatiques Dunlop (Tested for the Unexpected, 1993, sur Venus in Furs, un morceau du Velvet Underground) et Guiness (Not everything in black and white makes sense, 1995, qui met en scène deux hommes amoureux). Son travail, très original, est alors remarqué par la profession et décroche des prix, soit 23 Design and Art Direction (en) (D&AD),.
Il réalise son premier long métrage de fiction en 1998, American History X, qui connaît un important succès critique et public. Kaye, au moment du montage final, entre en conflit avec New Line Cinema, le producteur lui refusant le « final cut ». Il gagne alors une réputation d'excentrique et d'indomptable, ce qui l'éloigne des studios hollywoodiens.
Son premier long métrage documentaire, Lake of Fire, produit en 2006, porte sur la question du débat au sujet de l'avortement aux États-Unis.
En 2009, il réalise Black Water Transit, un film noir tourné à La Nouvelle-Orléans, avec Laurence Fishburne et Karl Urban : grosse production de plus de 100 millions de dollars, le film n'est à ce jour jamais sorti, du fait d'une faillite frauduleuse des producteurs. La même année, il réalise Hope, pour la Conférence de Copenhague de 2009 sur les changements climatiques.
En 2011, sa nouvelle fiction, Detachment, coproduite par Adrian Brody, obtient le prix de la critique internationale au Festival du cinéma américain de Deauville, ainsi que dans cinq autres festivals. Préoccupé par les questions morales et sociales de son temps, après avoir soulevé celle du racisme dans American History X, Kaye réfléchit, dans ce film, sur la responsabilité individuelle et collective dans le cadre de l'enseignement.
Au cours dix années suivantes, Kaye lance plusieurs projets, mais aucun n'aboutit. Enfin, en 2024, est annoncé The Trainer, un nouveau long métrage de fiction, qui est présenté en octobre au Festival international du film de Rome.
Tony Kaye est également réalisateur de clips musicaux,  documentariste et musicien. Ainsi, il préfère présenter son film Detachment à Deauville lors de la projection officielle, non pas avec un discours, mais guitare à la main en chantant une de ses compositions.

## Filmographie

### Réalisateur

#### Cinéma
- 1998 : American History X
- 2002 : Snowblind
- 2006 : Lake of Fire, documentaire
- 2007 : Lobby Lobster
- 2009 : Black Water Transit (en)
- 2011 : Detachment
- 2024 : The Trainer avec Vito Schnabel

#### Télévision
- 1995 : Tony Kaye's Documentary (série télévisée)

#### Clips
- 1992 : What God Wants, Part I (en) de Roger Waters
- 1993 : Runaway Train de Soul Asylum
- 2006 : Dani California des Red Hot Chili Peppers
- 2006 : God's Gonna Cut You Down de Johnny Cash

### Directeur de la photographie
- 1995 : Tony Kaye's Documentary (série télévisée)
- 1998 : American History X
- 2006 : Lake of Fire
- 2007 : Lobby Lobster
- 2009 : Black Water Transit (en)

### Producteur
- 2006 : Lake of Fire
- 2007 : Lobby Lobster
- 2009 : Madness

### Scénariste
- 2006 : Lake of Fire

### Acteur
- 2002 : Spun (titre québécois Craqué) de Jonas Åkerlund : Emcee